# Петер Черешњак
Петер Черешњак (слч. Peter Čerešňák — Тренчин, 26. јануар 1993) професионални је словачки хокејаш на леду који игра на позицијама одбрамбеног играча.
Члан је сениорске репрезентације Словачке за коју је на међународној сцени дебитовао на светском првенству 2014. године.
Иако је учествовао на улазном драфту НХЛ лиге 2011, где га је као 172. пика у шестој рунди одабрала екипа Њујорк ренџерса, Черешњак никада није заиграо у најјачој хокејашкој лиги на свету.
Професионалну каријеру започео је у свом родном граду, у екипи Дукле, а потом је две сезоне играо за чешке Витковице. Од 2016. игра за чешки ХК Плзењ у чешкој екстралиги,